# Eucalyptus hebetifolia
Eucalyptus hebetifolia är en myrtenväxtart som beskrevs av Murray Ian Hill Brooker och Stephen Donald Hopper. Eucalyptus hebetifolia ingår i släktet Eucalyptus och familjen myrtenväxter. Inga underarter finns listade i Catalogue of Life.